# Imma Pedemonte
Imma Pedemonte i Sarañana (Barcelona, 5 de julio de 1958) es una periodista deportiva española.

## Trayectoria
Imma se licenció en Ciencias de la Información, en la Universidad Autónoma de Barcelona. Trabajó como redactora en el diario "Dicen..." de 1978 a 1983, colaborando también en las revistas Todo Sport y Patín Sport.
En junio de 1983, se incorporó a la redacción de deportes de Catalunya Ràdio, pasando exclusivamente al departamento de deportes de TV3 en noviembre de ese mismo año. Entre otras encomiendas, cubrió los Juegos Olímpicos de Seúl 1988 y los Juegos Olímpicos de Barcelona 1992. Igualmente, participó en la retransmisión de partidos de hockey sobre patines,balonmano y waterpolo.
Aparte de sus retransmisiones, Pedemonte presentó y editó la sección de deportes de los Telenotícies de TV3 así como programas deportivos como Gol a Gol, Tot l'esport y Gol a gol Espanyol. Durante dieciséis años, presentó el programa de competición de baile deportivo Zona de ball.
En julio de 2023, se jubiló profesionalmente.

## Reconocimientos
En marzo de 2018, Pedemonte recibió el Premio Edelmira Calvetó impulsado por el Fútbol Club Barcelona en reconocimiento al colectivo de mujeres que fueron pioneras en el periodismo deportivo.
El 23 de octubre de 2023, recibió el Premio Dones i Esportdel Ayuntamiento de Barcelona en la categoría de Medio de Comunicación.